# ケヴィン・カンプル
ケヴィン・カンプル（Kevin Kampl, 1990年10月9日 - ）は、ドイツ出身のスロベニア人サッカー選手。ブンデスリーガ・RBライプツィヒ所属。ポジションはミッドフィールダーであり、スロベニア代表にも選出されている。

## 生い立ち
カンプルはドイツのゾーリンゲンで生まれた。両親はスロベニア北東部に位置し、オーストリアの国境と接するマリボルからドイツへと移った。カンプルはドイツとスロベニアの二重国籍であり、ドイツ代表でプレイする資格も有していたが、早くにスロベニア代表を選択した。

## クラブ経歴
バイエル・レヴァークーゼンの下部組織で育ち、レバークーゼンでキャリアをスタートしたが、バイエル・レヴァークーゼンIIで2シーズンを過ごした後にSpVggグロイター・フュルトと契約を結んだ。
2010年8月30日に1シーズンのローン契約で2部に所属していたグロイター・フュルトに加入することになり、2010年10月29日に行われたFCエルツゲビルゲ・アウエ戦でトップチームデビューを果たした。グロイター・フュルトで半シーズンを送ったが冬の移籍市場でレバークーゼンに復帰し、UEFAヨーロッパリーグのメタリスト・ハルキウ戦の後半から交代で出場し、レヴァークーゼンのトップチームデビューを果たした。2011年の夏に3部に所属していたVfLオスナブリュックに移籍し良い活躍を見せると、新たに2部に昇格したVfRアーレンに250,000ユーロの移籍金で加入することになった。アーレンで公式戦4試合に出場し、2ゴール3アシストの成績を残すとオーストリア・ブンデスリーガの強豪FCレッドブル・ザルツブルクが興味を示し、移籍市場が閉じる前に300万ユーロでの移籍金で移籍が決定した。2013-14シーズンにはオーストリア・ブンデスリーガの最優秀選手の候補に選ばれたが、最終的にフィリップ・ホジナーが選ばれた。
2014年12月22日、冬の移籍市場でボルシア・ドルトムントへの移籍が発表され、カンプルは5年間の契約を結んだ。移籍金は1200万ユーロであった。ユルゲン・クロップ監督の下で13試合に出場したが、先発の機会は8回しかなく、2015-16シーズンに招聘されたトーマス・トゥヘル監督もベンチに座らせることが多かった。
2015年8月28日、バイエル・レバークーゼンがイングランドのトッテナム・ホットスパーFCへ移籍した孫興民の後釜としてカンプルを獲得。FCレッドブル・ザルツブルクに所属していた頃と同じように再びロガー・シュミット監督の下でプレーすることになり、中盤の主力選手として定着している。
2017年8月31日、RBライプツィヒに移籍した。移籍金は2000万ユーロでRBライプツィヒのクラブ史上最高額での加入となる。

## 代表経歴

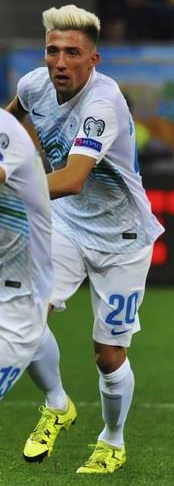
スロベニア代表でプレイするカンプル（2015年）

カンプルはスロベニア代表に選ばれており、2013年9月6日に行われたアルバニア代表戦で初ゴールを記録し、チームも1-0で勝利した。
2019年11月2日、個人的な理由によりスロベニア代表からの引退を発表した。スロベニアサッカー協会やチームメイトからは引き止められたが、引退を決断。A代表通算28試合2得点という成績を残した。

## 個人成績
2020年10月20日現在
| 所属クラブ             | シーズン | 所属リーグ                   | リーグ戦 | リーグ戦 | カップ戦 | カップ戦 | UEFA主催 | UEFA主催 | Total | Total  |
| 所属クラブ             | シーズン | 所属リーグ                   | 出場     | ゴール   | 出場     | ゴール   | 出場     | ゴール   | 出場  | ゴール |
| ---------------------- | -------- | ---------------------------- | -------- | -------- | -------- | -------- | -------- | -------- | ----- | ------ |
| レバークーゼンII       | 2008–09  | レギオナルリーガ西部         | 1        | 0        | –        | –        | –        | –        | 1     | 0      |
| レバークーゼンII       | 2009–10  | レギオナルリーガ西部         | 21       | 1        | –        | –        | –        | –        | 21    | 1      |
| レバークーゼンII       | 2010-11  | レギオナルリーガ西部         | 14       | 4        | –        | –        | –        | –        | 14    | 4      |
| レバークーゼンII       | 通算     | 通算                         | 36       | 5        | 0        | 0        | 0        | 0        | 36    | 5      |
| グロイター・フュルト   | 2010–11  | 2. ブンデスリーガ            | 1        | 0        | 0        | 0        | –        | –        | 1     | 0      |
| グロイター・フュルトII | 2010–11  | レギオナルリーガ南西部       | 7        | 0        | –        | –        | –        | –        | 7     | 0      |
| レバークーゼン         | 2010–11  | ブンデスリーガ               | 0        | 0        | 0        | 0        | 1        | 0        | 1     | 0      |
| レバークーゼンII       | 2010–11  | レギオナルリーガ西部         | 14       | 4        | –        | –        | –        | –        | 14    | 4      |
| VfLオスナブリュック    | 2011–12  | 3. リーガ                    | 35       | 2        | 1        | 0        | 0        | 0        | 36    | 2      |
| VfRアーレン            | 2012–13  | 2. ブンデスリーガ            | 3        | 2        | 1        | 0        | 0        | 0        | 4     | 2      |
| ザルツブルク           | 2012–13  | オーストリア・ブンデスリーガ | 23       | 4        | 4        | 0        | 0        | 0        | 27    | 4      |
| ザルツブルク           | 2013–14  | オーストリア・ブンデスリーガ | 33       | 9        | 5        | 2        | 13       | 3        | 51    | 14     |
| ザルツブルク           | 2014–15  | オーストリア・ブンデスリーガ | 18       | 5        | 3        | 2        | 10       | 4        | 31    | 11     |
| ザルツブルク           | 通算     | 通算                         | 74       | 18       | 12       | 4        | 23       | 7        | 109   | 29     |
| ドルトムント           | 2014-15  | ブンデスリーガ               | 13       | 0        | 2        | 0        | 1        | 0        | 16    | 0      |
| ドルトムント           | 2015-16  | ブンデスリーガ               | 1        | 0        | 0        | 0        | 2        | 0        | 3     | 0      |
| ドルトムント           | 通算     | 通算                         | 14       | 0        | 2        | 0        | 3        | 0        | 19    | 0      |
| レバークーゼン         | 2015-16  | ブンデスリーガ               | 23       | 3        | 2        | 0        | 8        | 1        | 33    | 4      |
| レバークーゼン         | 2016–17  | ブンデスリーガ               | 30       | 1        | 2        | 0        | 7        | 1        | 39    | 2      |
| レバークーゼン         | 2017–18  | ブンデスリーガ               | 1        | 0        | 1        | 0        | 0        | 0        | 2     | 0      |
| レバークーゼン         | 通算     | 通算                         | 53       | 4        | 6        | 0        | 13       | 2        | 72    | 6      |
| ライプツィヒ           | 2017–18  | ブンデスリーガ               | 26       | 1        | 1        | 0        | 10       | 0        | 37    | 1      |
| ライプツィヒ           | 2018–19  | ブンデスリーガ               | 27       | 2        | 5        | 0        | 8        | 1        | 40    | 3      |
| ライプツィヒ           | 2019–20  | ブンデスリーガ               | 11       | 2        | 0        | 0        | 4        | 0        | 15    | 2      |
| ライプツィヒ           | 2020–21  | ブンデスリーガ               | 3        | 0        | 1        | 0        | 1        | 0        | 5     | 0      |
| ライプツィヒ           | 通算     | 通算                         | 67       | 5        | 7        | 0        | 23       | 1        | 97    | 6      |
| 総通算                 | 総通算   | 総通算                       | 290      | 36       | 29       | 4        | 63       | 10       | 382   | 50     |

## 獲得タイトル

### クラブ
レッドブル・ザルツブルク
- オーストリア・ブンデスリーガ優勝：2013-14
- オーストリア・カップ優勝：2013-14